# Tha Phae (huyện)
Tha Phae (tiếng Thái: ท่าแพ) là một huyện (amphoe) của tỉnh Satun, miền nam Thái Lan.

## Lịch sử
Tiểu huyện (king amphoe) Tha Phae được thành lập ngày 1 tháng 5 năm 1976 với hai tambon tây nam Tha Phae và Pae Ra của huyện Khuan Kalong. Đơn vị này đã được nâng cấp thành huyện ngày 4 tháng 7 năm 1994.

## Địa lý
Các huyện giáp ranh (từ phía tây bắc theo chiều kim đồng hồ) là: La-ngu, Khuan Kalong, Khuan Don và Mueang Satun. Phía tây nam là biển Andaman.

## Hành chính
Huyện này được chia thành 4 phó huyện (tambon), các đơn vị này lại được chia ra thành 28 làng (muban). Không có khu vực đô thị, có 4 Tổ chức hành chính tambon.
| STT. | Tên      | Tên Thái | Số làng | Dân số | Area (km²) |  |
| ---- | -------- | -------- | ------- | ------ | ---------- |  |
| 1.   | Tha Phae | ท่าแพ     | 9       | 8.570  | 57.62      |  |
| 2.   | Pae-ra   | แป-ระ    | 6       | 5.116  | 36.94      |  |
| 3.   | Sakhon   | สาคร     | 7       | 7.018  | 67.18      |  |
| 4.   | Tha Ruea | ท่าเรือ    | 6       | 4.287  | 50.21      |  |